# James Joseph McCarthy

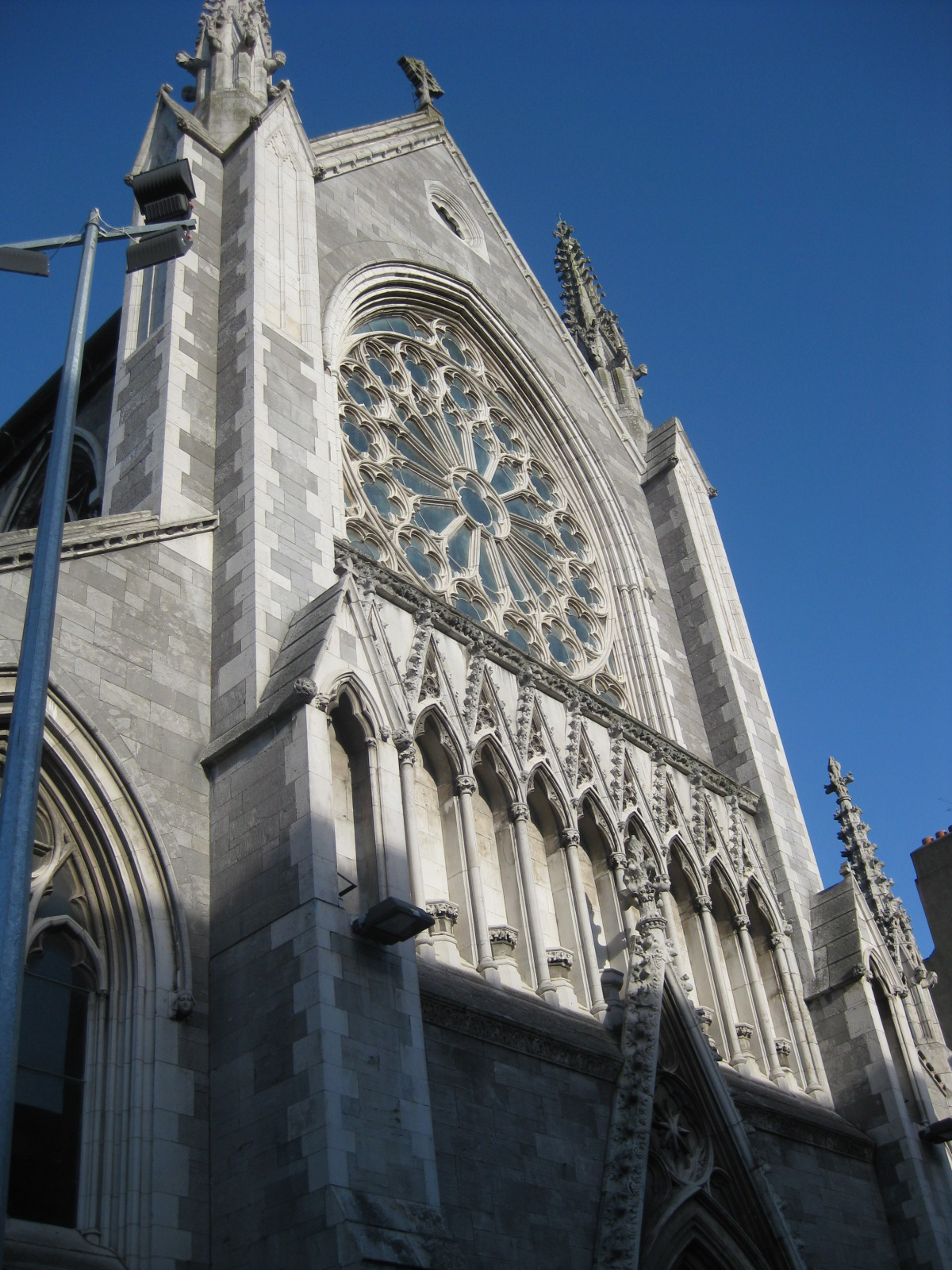
Die für die Dominikaner 1861 eingeweihte Salvatorkirche in Dublin gilt als die gelungenste Stadtkirche McCarthys. Sie wurde im Stil der kontinental geprägten Gotik des 14. Jahrhunderts gebaut.

James Joseph McCarthy (* 6. Januar 1817 in Dublin; † 6. Februar 1882 ebenda) war der nach A. W. N. Pugin bedeutendste Architekt der Neugotik in Irland. Obwohl er kein Schüler Pugins war, folgte er weitgehend den architektonischen Prinzipien Pugins und wird daher gerne als der „irische Pugin“ bezeichnet. Mit den von ihm entworfenen vier Kathedralen und mehr als 60 Kirchen in Irland hatte er maßgeblichen Anteil daran, dass in der irischen Kirchenarchitektur der Neoklassizismus und der in der frühen Phase der irischen Neugotik aus England übernommene Perpendicular Style durch eine Stilvariante ersetzt worden ist, die sich an den mittelalterlichen Vorbildern des Kontinents und in Irland orientierte. McCarthy repräsentierte im 19. Jahrhundert eine katholisch-national ausgerichtete Kirchenarchitektur, die sich im Gefolge Pugins streng funktional an der Liturgie ausrichtet. Er und andere vergleichbare Architekten, die die mittelalterliche gotische Kirchenarchitektur wiederentdeckten und als ein Ideal betrachteten, zählten sich zu der Ecclesiological School, die zunächst durch die Ecclesiological Society und die Architektur-Zeitschrift The Ecclesiologist protestantisch geprägt war, aber durch Pugin und die von McCarthy gegründete Irish Ecclesiological Society auch in der katholischen Kirche verankert wurde.

## Leben

### Frühe Jahre

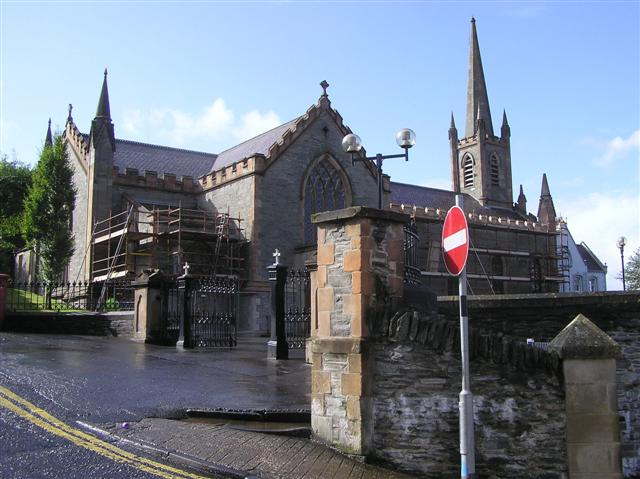
Die früheste Kirche, die sich McCarthy zuordnen lässt, ist noch in dem Perpendicular Style errichtet worden, den er später vermied. Das auf dem Bild zu erkennende Querschiff und der Chor wurden jedoch erst nach McCarthys Tod im Jahr 1887 hinzugefügt.

Über die Anfänge seines Lebens ist nicht sehr viel bekannt. Er wurde 1817 in Dublin als Sohn einer aus Kerry stammenden Familie geboren, die wohl in einfachen Verhältnissen lebte. McCarthy besuchte eine Schule der Christian Brothers und hatte früh die Gelegenheit, das Vermessungswesen zu studieren. Im Herbst 1834 wurde er in die Figure and Ornament School der Royal Dublin Society aufgenommen und wechselte später zur Architecture School, wo er 1837 einen zweiten Preis für einen Entwurf erhielt. Parallel ging er bei einem Dubliner Architekten in die Lehre. Sheehy geht davon aus, dass McCarthy beim Dubliner Architekten William Farrell († 1851) arbeitete, aber dies ist nicht mit letzter Sicherheit belegt. Zahlreiche Entwürfe sind aus dieser Zeit überliefert, aber mit der St. Columban gewidmeten Pfarrkirche in Derry nur ein einziges Bauwerk. Diese in der Zeit von 1838 bis 1841 errichtete, recht einfache Kirche folgt noch dem Perpendicular Style mit den in der damaligen Zeit üblichen Zinnen am Kirchturm und entlang des Dachs. Wie Sheehy feststellt, würde die Ausführung zu dem neugotischen Stil Farrells passen, wenngleich Farrell primär im neoklassizistischen Stil arbeitete.

### Beginn als selbständiger Architekt

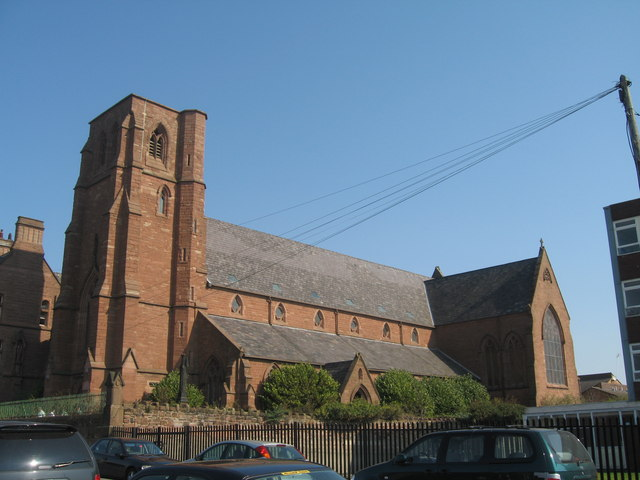
An dieser von Charles Hansom entworfenen und 1846 fertiggestellten St.-Anna-Kirche in Liverpool war McCarthy möglicherweise beteiligt. Die Kirche wird jedenfalls in McCarthys Schrift Suggestions on the Arrangement and Characteristics of Parish Churches erwähnt.

Für die Zeit von 1843 bis 1845 gibt es keine Belege für eine Tätigkeit McCarthys. Aufgrund einiger Anhaltspunkte vermutet Sheehy, dass McCarthy in dieser Zeit bei dem englischen Architekten Charles Hansom (1817–1888) arbeitete. Hansom war mit dem durch Pugin geprägten neugotischen Stil vertraut und wurde zunehmend zu einem Konkurrenten Pugins, da er weniger Honorar verlangte und auch kompromissbereiter war. Hansom wird an führender Position eingereiht in die zahlreichen Imitatoren Pugins, die selbst wenig Originalität einzubringen vermochten.
Ab 1846 ist McCarthy sichtbar als selbständiger Architekt mit Sitz in Dublin. Neben Aufträgen des staatlichen Board of Ecclesiastical Commissioners, das die Mittel zum Bau und Ausbau von Kirchen der anglikanischen Staatskirche vergab, bemühte sich McCarthy auch um den Bau katholischer Kirchen im Einklang der von Pugin vertretenen Prinzipien. Um eine Musterkirche zu haben, bot er an, in Glendalough einen Entwurf für eine ländliche Pfarrkirche ohne Honorar zu entwickeln. Die Kirche wurde im Early-English-Stil der englischen Frühgotik errichtet und wurde zum Vorbild vieler seiner nachfolgenden ländlichen Kirchen, die bis heute als besonders gelungen gelten. Der zweite wichtige Erfolg in diesem Jahr war der Gewinn des Architekturwettbewerbs für die katholische Stadtkirche in Ballinasloe. Beide Projekte sollten jedoch unter der großen Hungersnot in Irland leiden. In Glendalough wurde die angestrebte Innendekoration nie umgesetzt, in Ballinasloe fiel der Bau später unter die Leitung eines anderen Architekten, der einige Veränderungen durchführte. Zu den weiteren frühen Kirchen gehört die Pfarrkirche in Kilskyre, die trotz der ländlichen Lage aufwendig im sogenannten Decorated Style, dem mittleren Stil der englischen Gotik erbaut wurde. Diese Bemühungen fanden die Aufmerksamkeit der englischen Zeitschrift The Ecclesiologist:

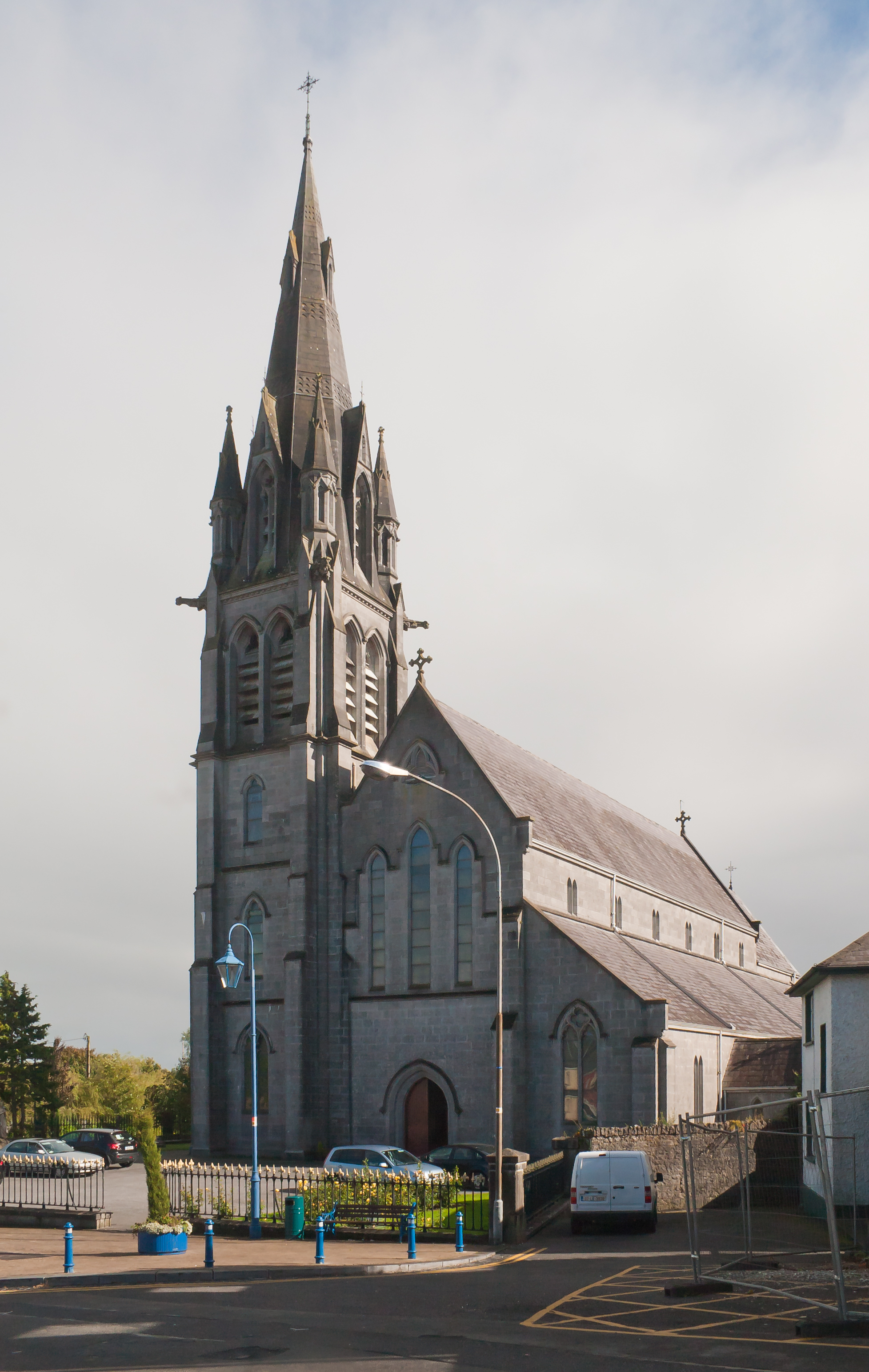
McCarthys Stadtkirche in Ballinasloe ist typisch für viele seiner nachfolgenden Bauten im Early English-Stil mit Lanzettfenstern, beidseitigen Seitenschiffen und einem Glockenturm, der durch einen spitz zulaufenden Helm abgeschlossen wird.

“It seems, however, that one gentleman (Mr. M‘Carthy) has, in two instances at least, succeeded in designing churches for that communion which imitate ancient models. The one, the church of S. Kevin, at Glendalough, is in First-Pointed, consisting of a nave and chancel. The other, that of S. Skyre, at Kilskyre, is of a more elaborate design, and in Middle-Pointed. We do not like the cinqfoiling of the lights of the eastern windows, nor the trefoil in the head of the east window. The quatrefoil opening also above is not felicitous. Still, however, the designs show promise.”

„Es scheint jedoch, dass es einem Herrn (Mr. McCarthy) in zumindest zwei Fällen gelungen ist, Kirchen für die diese Gemeinschaft [die katholische Kirche in Irland] zu entwerfen, die alte Modelle zum Vorbild nimmt. Die eine, die St.-Kevin-Kirche in Glendalough, ist im frühen englischen Stil und besteht aus einem Kirchenschiff und einem Chor. Die andere, die St.-Skyre-Kirche in Kilskyre [St.-Michael-Kirche] ist aufwendiger gestaltet im mittleren Stil der englischen Gotik. Uns gefallen weder die Fünfpässe der Ostfenster noch der Dreipass im Kopf des Ostfensters. Auch der Vierpass oberhalb ist nicht sehr gelungen. Dennoch, die Entwürfe sind hoffnungsvoll.“

Anfang 1847 schrieb McCarthy auch drei Artikel für das gerade gestartete Duffy’s Irish Catholic Magazine. In diesen Artikeln warb McCarthy für eine Reformierung der Kirchenarchitektur, die sich wieder an den mittelalterlichen Vorbildern, bevorzugt an der Gotik, und den Bedürfnissen der katholischen Liturgie orientieren solle. Diese Artikel, die anonym erschienen, hoben dabei als positive Beispiele seine eigenen ersten Projekte in Glendalough, Ballinasloe und Kilskyre hervor. Auch wird bereits hier seine Verehrung von Pugin schriftlich dokumentiert, indem er sich auf dessen Werke The Present State of Ecclesiastical Architecture, Contrasts und The True Principles of Pointed or Christian Architecture bezieht. Er veröffentlichte in dem Magazin auch positive Kritiken des Manual of Gothic Architecture von Edward Graham Paley und der Analysis of Gothic Architecture von Raphael und J. Arthur Brandon.
Auch wenn viele seiner Ideen sich auf Pugin zurückführen ließen und er selbst Pugin als Vorbild nannte, so gehörte er dennoch nicht zu den Imitatoren Pugins, sondern entwickelte seinen eigenen Stil. Pugin und McCarthy kannten sich persönlich, schätzten einander und arbeiteten auch an gemeinsamen Projekten wie etwa 1852 bei der Friedhofskapelle in Clough, County Laois. Da Pugin nur selten die Gelegenheit fand, selbst nach Irland zu reisen, überließ er gerne die Bauleitung ihm vertrauter Architekten. So übernahm McCarthy 1853 im Auftrage Pugins die Bauleitung der Marienkathedrale von Killarney. McCarthy scheute sich auch nicht davor, Pugin um Kommentare zu seinen Entwürfen zu bitten. Ein Beispiel hierfür ist die Salvatorkirche der Dominikaner in Dublin, bei der McCarthy Anregungen bezüglich der Innengestaltung von Pugin aufgenommen hat.

### Vernetzung in der katholischen-nationalen Bewegung in Irland

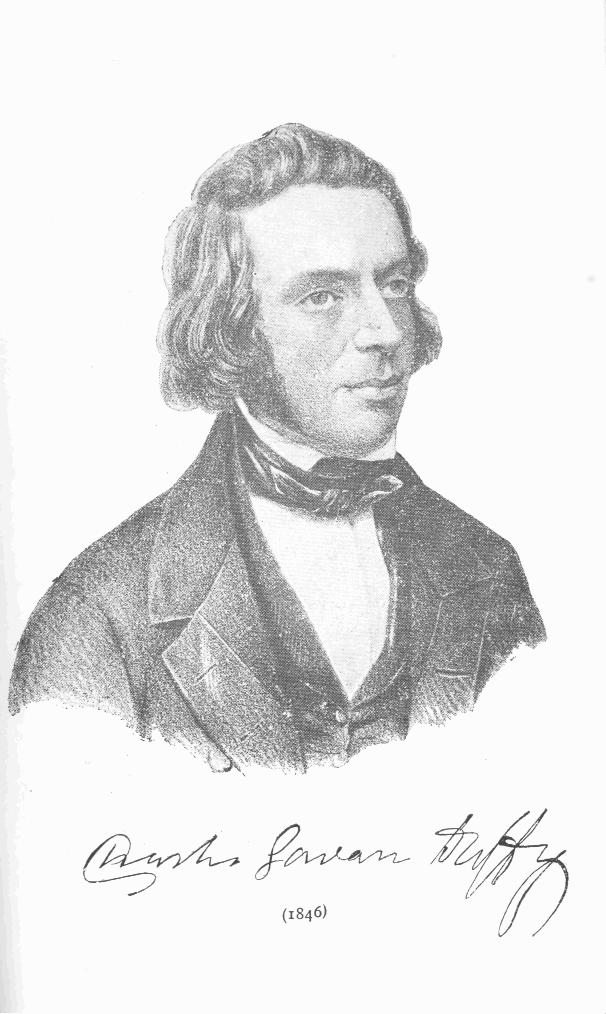
Charles Gaven Duffy, Herausgeber der The Nation und späterer Premierminister von Victoria, war mit McCarthy nicht nur eng befreundet, sondern auch ein wichtiger Impulsgeber und Förderer

McCarthy wurde früh Mitglied in der Bewegung Junges Irland, die sich nicht nur für die Unabhängigkeit Irlands einsetzte, sondern für die Suche nach einer katholisch-nationalen Identität, die ihren Ausdruck auch in einer irisch-nationalen Kunst und Architektur fand. In dieser Bewegung verband McCarthy eine besondere Freundschaft mit dem Herausgeber der irisch-nationalen Zeitung The Nation, Charles Gavan Duffy. Dieser schrieb später in Young Ireland: A fragment of Irish history, 1840–1845 rückblickend auf McCarthy:

“An architect, who has since built more Celtic churches than any man of irish birth since the Goban Saor taught our ancestors to construct the Round Towers, told me he caught the first impulse the revive the Irish Gothic in ecclesiastical buildings from The Nation at that period.”

„Ein Architekt, der inzwischen mehr keltische Kirchen gebaut hat als irgendein Mann irischer Herkunft seitdem Goban Saor unsere Vorfahren den Bau von Rundtürmen lehrte, sagte mir, dass er den ersten Impuls zur Wiederbelebung der irischen Gotik bei Kirchenbauten seinerzeit von der The Nation erhielt.“

Bei der Beaufsichtigung der Arbeiten an der Kirche in Glendalough hatte McCarthy die Gelegenheit zu längeren Gesprächen mit John Gowan, damals noch Kurat und ebenfalls Mitglied von Young Ireland, später der bedeutendste irische Vinzentiner des 19. Jahrhunderts. Beide waren sich einig über den unzureichenden Zustand der katholischen Kirchen sowohl auf dem Land als auch in den Städten und dass eine Organisation notwendig wäre, um dies zu verbessern. Dabei erhielt McCarthy den Rat, hierfür jemanden einzuspannen, der dies nicht nur überzeugend vertreten könnte, sondern auch beim irischen Klerus genügend Vertrauen besäße. Hierzu wurde Charles William Russell befragt, der als Professor für Kirchengeschichte am St. Patrick’s College in Maynooth lehrte und zuvor die Berufung zum Erzbischof von Armagh abgelehnt hatte. Russell sagte zu und wurde dann Präsident der 1849 gegründeten Irish Ecclesiological Society. Dank der Fürsprache Russells fand die neue Gesellschaft die Unterstützung des Dubliner Erzbischofs Paul Cullen, der die Schirmherrschaft übernahm. Zu den weiteren unterstützenden Bischöfen gehörten die von Kildare, Clogher, Waterford, Clonfert, Dromore, Raphoe und Cloyne. Dem Vorstand der Gesellschaft gehörten insgesamt 16 Priester und 11 Laien an, darunter auch Duffy und Gowan. McCarthy war der einzige Architekt in diesem Gremium.
Die Gesellschaft wurde nie in dem angestrebten Umfang öffentlich tätig. Der bedeutendste öffentliche Vortrag war der von McCarthy am 5. Februar 1851 über Suggestions on the Arrangement and Characteristics of Parish Churches. In diesem referierte McCarthy über die Nachteile der bisherigen Kirchenbauten, verurteilte ähnlich wie Pugin die neoklassizistischen Kirchenbauten als heidnisch und als für die katholische Liturgie ungeeignet, zeigte die wichtigsten Anforderungen eines katholischen Kirchengebäudes auf und versuchte zu begründen, wie gut diese durch die gotischen Vorbilder aus dem Mittelalter erfüllt wurden. Es wurden dann einige geeignete Varianten vorgestellt beginnend von kleinen ländlichen Pfarrkirchen bis hin zu größeren Stadtkirchen. Als Modelle dienten dabei seine bereits gebauten oder geplanten Kirchen in Glendalough, Ballinasloe und Kilskyre. Dank einer Spende von £ 25 von Duffy zur Finanzierung der Druckkosten konnte das Werk noch im gleichen Jahr publiziert werden.

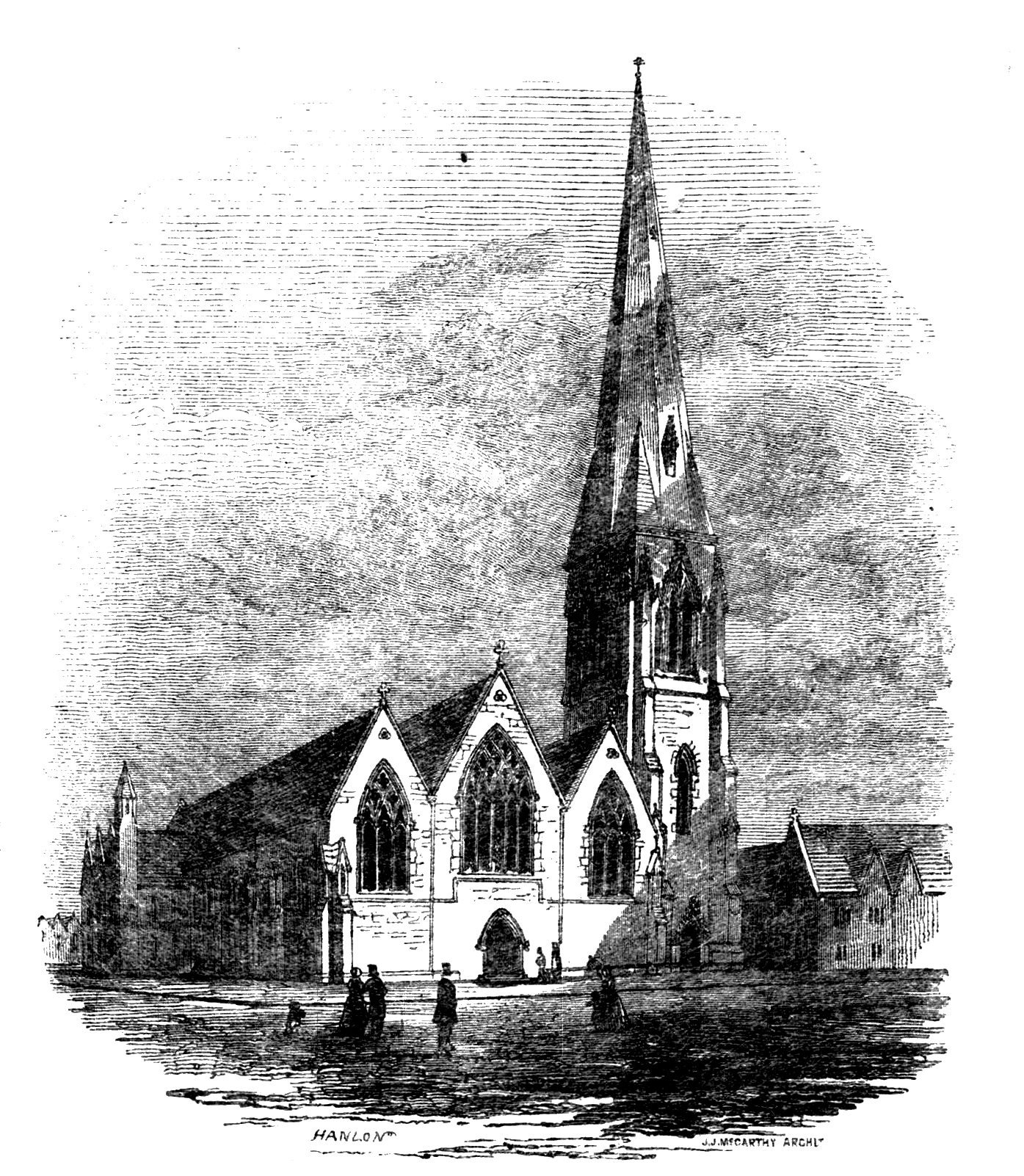
Die 1851 in dem Vortrag vorgestellte Planzeichnung der Stella-Maris-Kirche in Sandymount, Dublin, mit drei gleich breiten Schiffen lässt den Einfluss Pugins erkennen.

Von den Verbindungen über die The Irish Ecclesiological Society profitierte McCarthy während seiner gesamten weiteren Schaffenszeit. Bereits 1848 begann McCarthy mit den Arbeiten zu der Kapelle und den weiteren Gebäuden des All Hallows College in Drumcondra, deren Präsident und Vizepräsident beide Mitglied der Gesellschaft wurden. Einer der Vizepräsidenten der Gesellschaft und Gemeindepfarrer von Sandymount in Dublin, Andrew O’Connell, vergab 1851 den Auftrag zum Bau der Stella-Maris-Kirche, deren Plan bereits in dem öffentlichen Vortrag als Muster für eine Stadtkirche präsentiert wurde. Den Kontakt zu den Dominikanern stellte der Dubliner Prior und Kaplan der Gesellschaft, Robert A. White, her. 1852 begannen die Arbeiten zur St.-Salvator-Kirche in Dublin, später folgten weitere Dominikanerkirchen in Newbridge, Tallaght und Limerick. Viele weitere Aufträge folgten über die in dieser Gesellschaft geknüpften Kontakte.

### Beziehung zum Erzbischof Paul Kardinal Cullen
Paul Cullen verlebte insgesamt dreißig Jahre in Rom, beginnend mit seiner Ausbildung an der Kongregation für die Verbreitung des Glaubens im Jahr 1820 bis zu seinem Amtsantritt als Erzbischof von Armagh 1850. Sein Interesse an Kunst und Architektur wurde in dieser Zeit durch den italienischen Klassizismus nachhaltig geprägt. So schätzte er insbesondere den Bildhauer Antonio Canova, den in Rom arbeitenden dänischen Bildhauer Bertel Thorvaldsen und seinen Schüler Pietro Tenerani, dessen Werkstatt oft von Cullen frequentiert wurde. Der Neugotik und insbesondere der Architektur von Pugin stand er skeptisch gegenüber. So äußerte er sich gegenüber Tobias Kirby in einem Schreiben über ein von Pugin entworfene Konventsgebäude in Birmingham:

“The convent built by Pugin also at the expense of £4,000 is a very poor inconvenient building, as ugly and as irregular outside as anything ever I saw. The architect says it is in the old style of English buildings, but I cannot conceive what recommendation that is, when other houses are built much more conveniently and more imposing in appearance.”

„Der von Pugin für £ 4.000 gebaute Konvent ist ein sehr armseliges, unbequemes Gebäude, außen so häßlich und unregelmäßig wie ich sonst je irgendetwas gesehen habe. Der Architekt sagt, es sei im alten Stil englischer Gebäude, aber ich kann nicht begreifen, welche Empfehlung dies sein soll, wenn andere Häuer so viel zweckdienlicher gebaut und eindrucksvoller in ihrem Erscheinungsbild sind.“

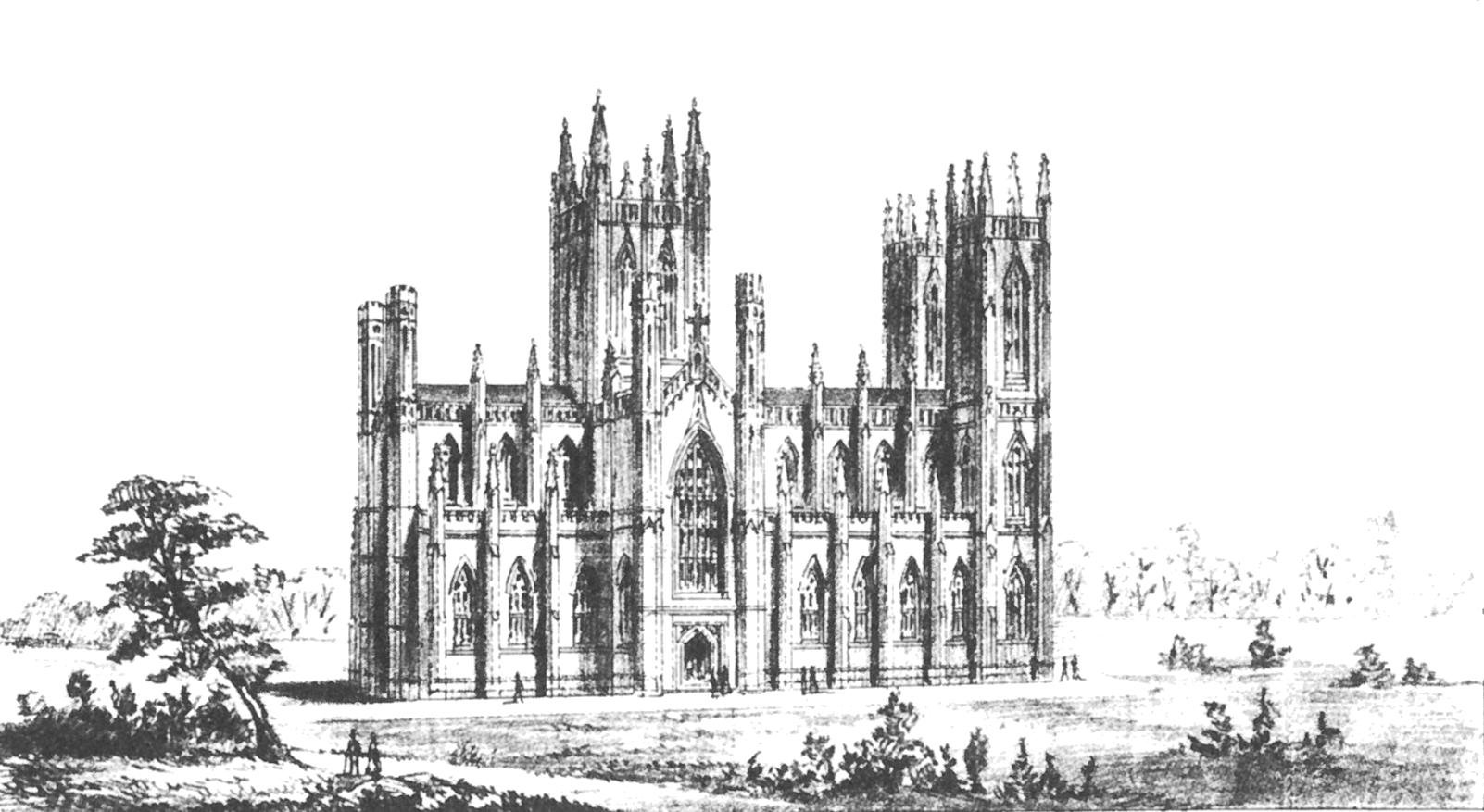
Die St.-Patrick-Kathedrale nach den 1840 erstellten Plänen des Architekten Thomas J. Duff im perpendikulären Stil

Als Cullen 1850 sein Amt in Armagh antrat, hatte er das Problem einer unvollendeten Kathedrale, deren Bau 1840 nach den Plänen des neugotischen Architekten Thomas J. Duff begonnen worden, aber während der Hungersnot 1845 zum Erliegen gekommen war und nach dem Tode Duffs 1848 auch nicht so ohne weiteres fortgesetzt werden konnte. Als Cullen nach einem neuen Architekten suchte, war McCarthy bereits der führende irische Architekt der Neugotik, so dass es nicht überraschend war, dass beide im Frühjahr 1851 bereits in Kontakt waren. Zu diesem Zeitpunkt schlug McCarthy noch vor, getreu den Plänen Duffs weiterzubauen und bat um die Originalpläne. Diese waren im Besitz der Witwe, die jedoch insgesamt £300 dafür forderte. Die Verhandlungen mit der Witwe zogen sich noch ergebnislos über drei Jahre hin bis 1854. Damals, als bereits der Erzbischof Joseph Dixon seit zwei Jahren die Nachfolge angetreten hatte, wurde der Bau unter der Leitung von McCarthy nach seinen eigenen Plänen fortgesetzt, die der von ihm favorisierten französischen Hochgotik folgten. Später, in einem 1873 verfassten Schreiben an Kirby, brachte Cullen seine zwiespältigen Gefühle zu der fertigen Kathedrale zum Ausdruck:

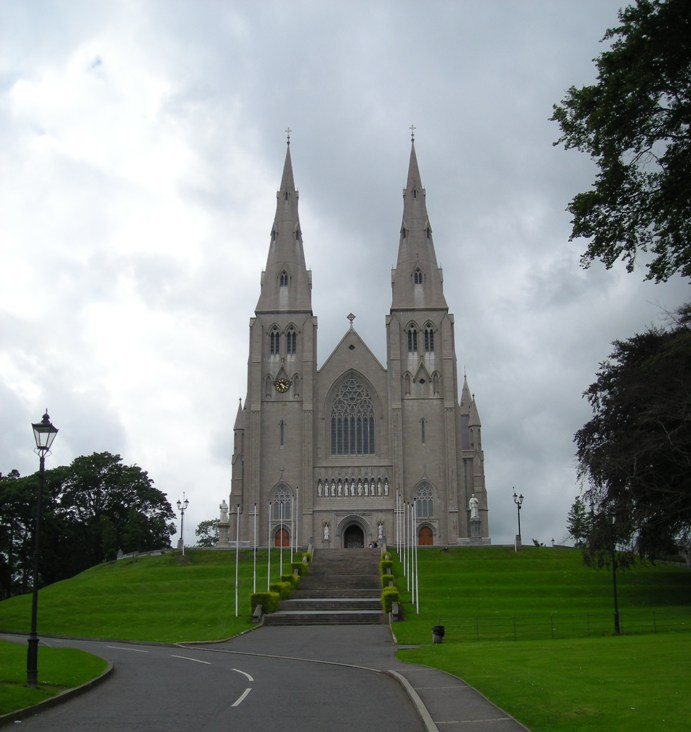
Westseite der St.-Patrick-Kathedrale in Armagh

“The church is very fine, but some things appear badly done […] the difficulty will be to keep up so large a building – the parish [being] hard set to support four priests and a bishop.”

„Die Kirche ist sehr schön, aber einige Dinge erscheinen schlecht ausgeführt […] es wird schwierig sein, ein so großes Gebäude zu unterhalten – die Gemeinde hat bereits an den vier Priestern und dem Bischof schwer zu tragen.“

Nach zwei Jahren in Armagh wechselte Paul Cullen 1852 zum Erzbistum Dublin. Hier favorisierte Cullen bei jeder sich bietenden Gelegenheit den Klassizismus. So wurde beispielsweise mit Unterstützung von Cullen der Auftrag für die Kirche in Arklow 1853 an Patrick Byrne vergeben, dem führenden irischen Architekten des Klassizismus, der jedoch damals bereits 70 Jahre alt war. Dennoch baute McCarthy auch in der Dubliner Erzdiözese weiterhin zahlreiche Kirchen im neugotischen Stil und wusste sich auch gegen Einwendungen Cullens selbstbewusst zu behaupten. So verteidigte McCarthy 1854 in einem Schreiben an Cullen seinen Entwurf für eine Landkirche im frühenglischen Stil der Gotik in Rolestown:

“I have practical proof that the archbishop's objections to the length and width of the chancel are groundless. I have built two churches (one in Glendalough in the Co. Wicklow, and the other at Cooley in the Co. Louth) of precisely the same plan and dimensions; and every person in the church can both hear and see the priest; and the priest can see every person in the church, and make himself heard without the least difficulty.”

„Ich habe den praktischen Nachweis, dass die Einwände des Erzbischofs bezüglich der Länge und Weite des Chors der Grundlage entbehren. Ich habe zwei Kirchen (eine in Glendalough im Co. Wicklow und die andere in Cooley im Co. Louth) mit genau dem gleichen Grundriss und Dimensionierung gebaut; und jede Person in der Kirche kann den Priester sowohl hören als auch sehen; und der Priester kann jede Person in der Kirche sehen und sich selbst ohne die geringste Schwierigkeit zu Gehör bringen.“

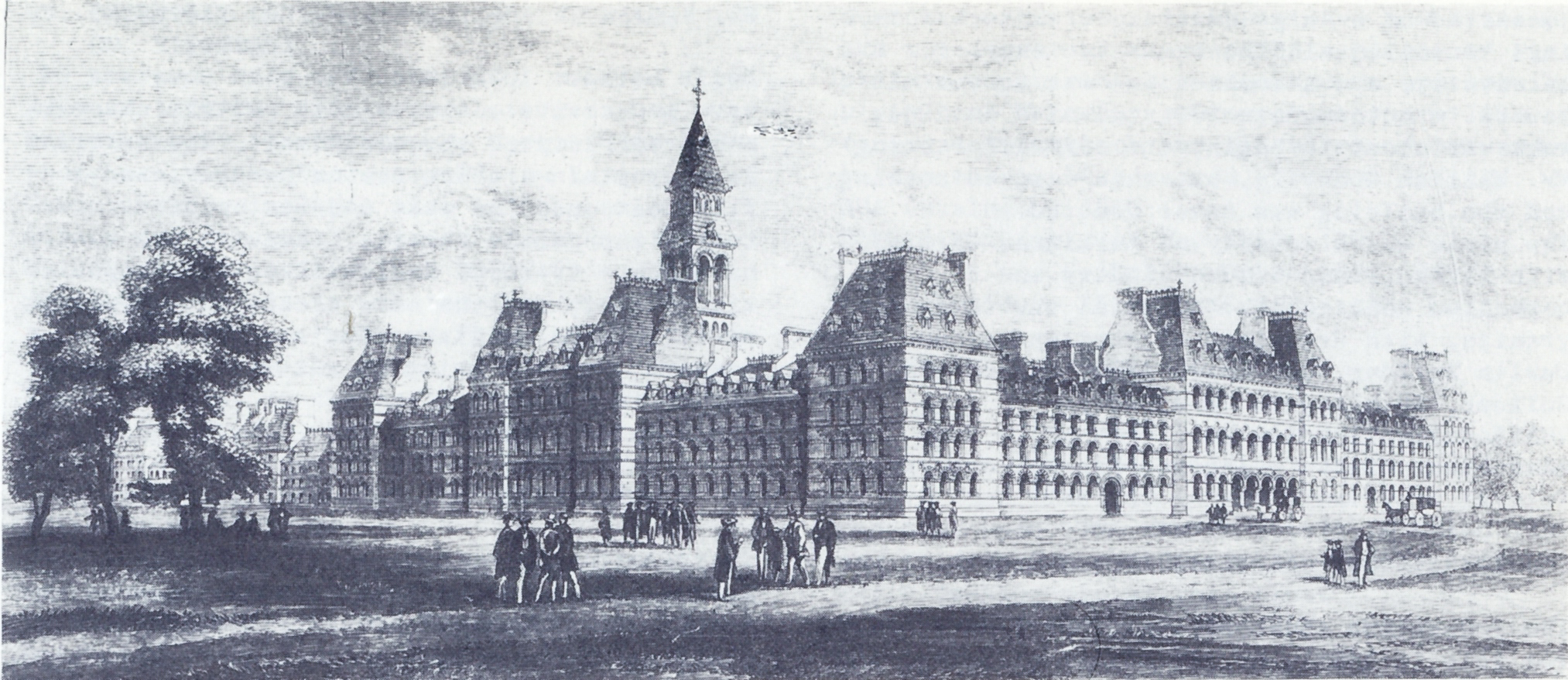
Nie realisierter Entwurf von McCarthy für die von Cullen initiierte Katholische Universität, der 1863 veröffentlicht wurde

Auf die Initiative von Cullen wurde 1851 die Katholische Universität von Irland gegründet, für die John Henry Newman als Gründungsrektor berufen wurde. Von Newman wurde McCarthy 1857 zum Professor für Architektur berufen und es wird davon ausgegangen, dass dies nicht ohne das ausdrückliche Einverständnis von Cullen erfolgte. Eine Lehrtätigkeit ist zumindest für 1861 belegt. McCarthys wichtigster Beitrag für die Universität waren jedoch seine Entwürfe für die Gebäude in einem durch John Ruskin inspirierten viktorianisch-gotischen Stil mit mehrfarbigen dekorativen Elementen. Ein Grundstein wurde 1862 gelegt, aber zum Bau kam es nie, da die Universität nach dem Weggang von Newman einen Niedergang erlebte.

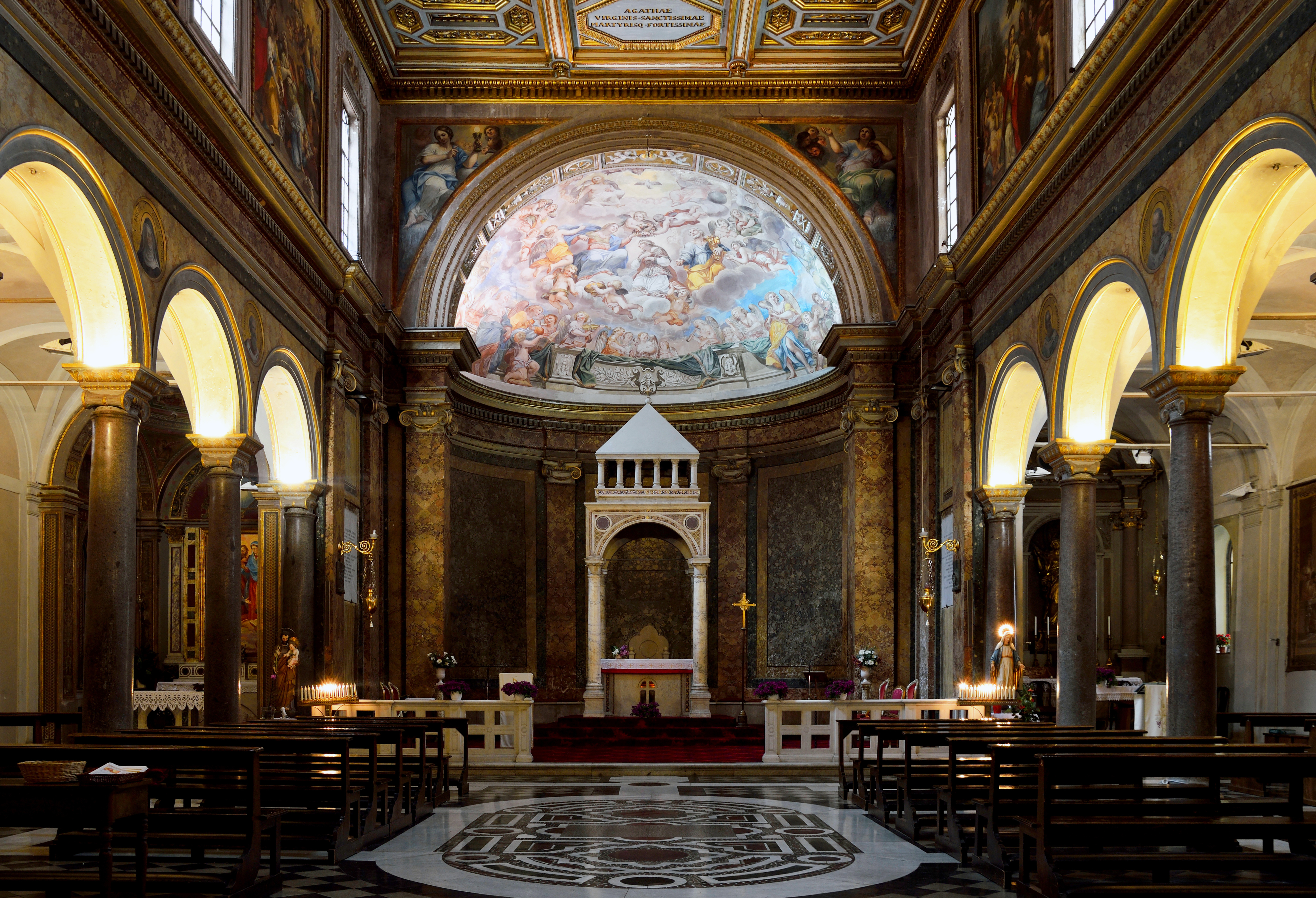
Die klassizistische Innengestaltung der römischen Kirche Sant’Agata dei Goti, die Pius IX. Cullen zum Geschenk machte, als er auf dem ersten Vatikanischen Konzil eine überragende Rede hielt. Mit dem Auftrag an McCarthy, diese Kirche in Dublin nachzubauen, erfüllte sich Cullen den Traum, ein Stück Rom nach Irland zu holen.

Das wichtigste Bauprojekt Cullens während seiner Zeit in Dublin war jedoch das Holy Cross College im Dubliner Stadtteil Clonliffe. Cullens Ziel war es, über ein eigenes Seminar für die Ausbildung der Priester in seiner Diözese zu verfügen. Der Anlass zur Umsetzung ergab sich, als 1858 sich die Gelegenheit eröffnete, den zum Clonliffe House gehörenden Grundbesitz zu erwerben. Die Bauarbeiten begannen um 1860 mit den Unterrichtsgebäuden unter der Leitung des eher zweitrangigen Architekten John Bourke. Die Wahl des Architekten für die zugehörige Kirche muss Cullen nicht leichtgefallen sein. Byrne war bereits knapp 80 und der klassizistische Architekt der Dubliner Pro-Kathedrale John Keane seit 1859 verstorben. Cullen blieb zeitlebens distanziert zur Irish Ecclesiological Society, die ihm zu nationalistisch war und zu eng verbunden mit Duffy und den nationalistisch orientierten Young Irelanders, zu denen wohl auch McCarthy gehörte. McCarthy scheute sich auch nicht, 1855 an Duffys Abschiedsfeier teilzunehmen, als Duffy Irland verließ, um seine Stelle in Australien anzutreten. Dennoch wusste Cullen wohl um die Nützlichkeit McCarthys und auch die zahlreichen in seiner Diözese nach Plänen von McCarthy errichteten Kirchen sprachen für sich. Insofern ist es nicht überraschend, dass Cullen McCarthy als Architekt für diese Kirche wählte. Sehr viel überraschender ist jedoch, dass sich McCarthy von Cullen dazu überreden ließ, eine Kirche nach dem Vorbild der bis auf das 5. Jahrhundert zurückgehenden Sant’Agata dei Goti in Rom zu bauen.

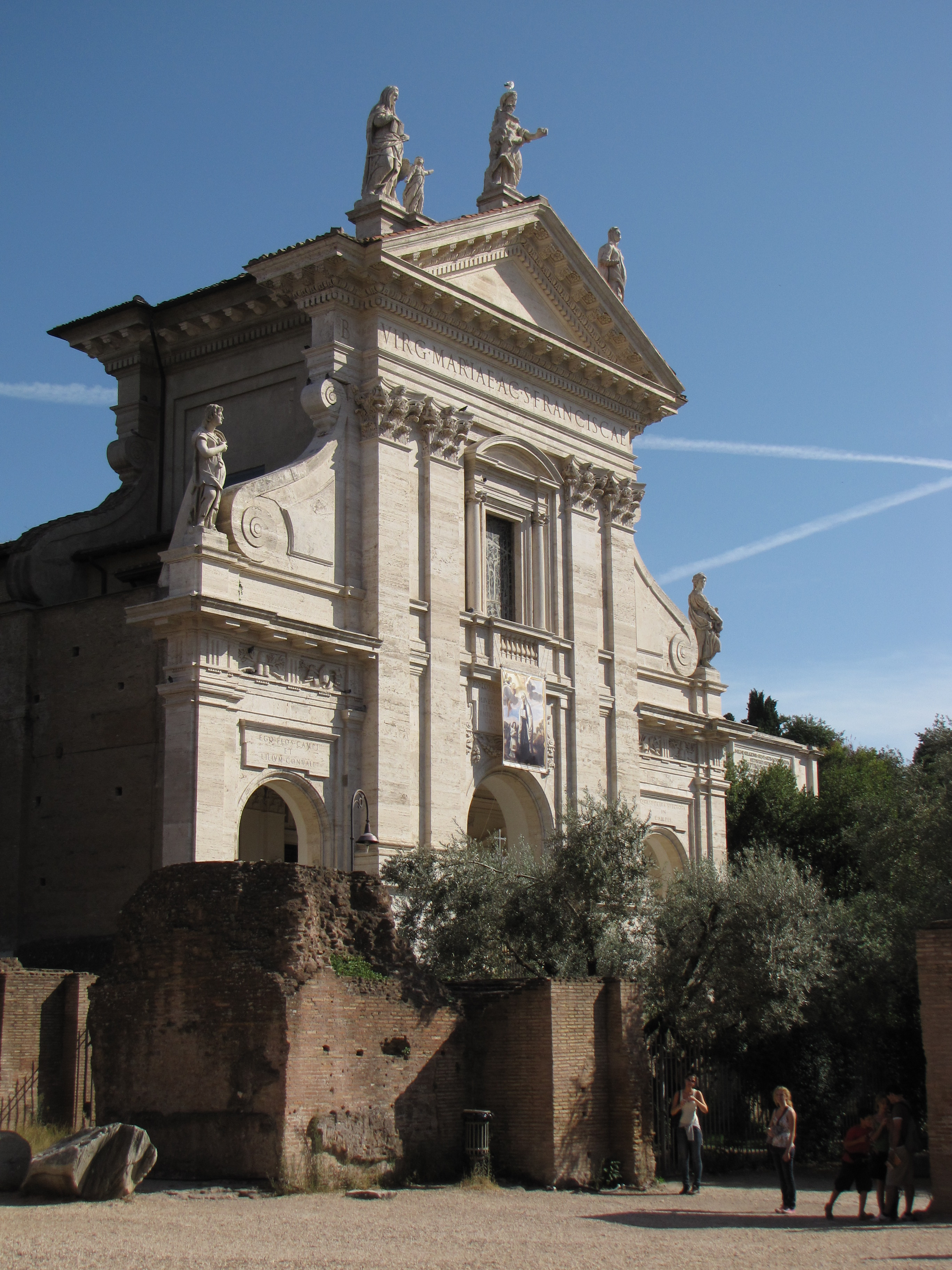
Die 1615 von Carolo Lambardi entworfene Außenfassade der Santa Francesca Romana wurde von McCarthy als Vorbild für die Außengestaltung ausgewählt.

Der Bau der Kirche begann 1873. Ob McCarthy zu diesem Zeitpunkt schon das Vorbild in Rom besucht hatte, bleibt unklar, wenngleich es Indizien dafür gibt. Da die Sant'Agata-Kirche von der Straße durch ein Atrium getrennt ist, hat sie keine reguläre Außenfassade. Deswegen wurde ein anderes Vorbild hierfür benötigt und McCarthys 1874 erfolgte Reise nach Rom hatte zumindest den Zweck, hierfür ein geeignetes Vorbild zu suchen. Während McCarthy sich penibel bemühte, die Innengestaltung nach dem Wunsche Cullens sehr getreu von Sant'Agata zu übernehmen, hatte er keine Vorgabe für die Außengestaltung. Hier entschied sich McCarthy in Rom für die 1615 von Carolo Lambardi gestaltete Außenfassade der Santa Francesca Romana. Anders als bei der Innengestaltung nahm sich jedoch McCarthy mehr Freiheiten bei der Umsetzung der Fassade. So entschied er sich beispielsweise für die etwas schlichteren ionischen statt der korinthischen Säulen des Originals. Die Kirche wurde 1876, zwei Jahre vor dem Tod Cullens, eingeweiht.

### Auseinandersetzung um die Restaurierung der Sankt-Patrick-Kathedrale in Dublin
Um die richtige Vorgehensweise bei der Restaurierung der anglikanischen Sankt-Patrick-Kathedrale in Dublin gab es eine leidenschaftliche Debatte, in die McCarthy nicht nur involviert war, sondern die auch nachhaltig einen Teil der öffentlichen Meinung in Irland gegen ihn einnehmen sollte. Die Restaurierung lag zunächst in den Händen des englischen Architekten R. C. Carpenter (1812–1855), der auch bei den Anhängern Pugins ein hohes Ansehen genoss und als „anglikanischer Pugin“ bezeichnet wurde. Seine umfangreichen Pläne und Zeichnungen wurden 1845 in The Ecclesiologist ausdrücklich begrüßt. Tatsächlich umgesetzt wurde jedoch nur die Restaurierung der Lady Chapel, da die anderen Pläne u. a. durch die Hungersnot sich zunächst nicht finanzieren ließen. 1860 bot Benjamin Guinness an, die Restaurierung vollständig zu finanzieren, bestand aber darauf, dieselbe nach eigenem Ermessen und ohne Einmischung durchführen zu können. Er sicherte dabei dem Kapitel zu, den Originalzustand getreu wiederherzustellen. Das Angebot wurde angenommen, aber nicht ohne Widerstand, da Guinness die Umsetzung von Carpenters Plänen ablehnte und darüber hinaus ankündigte, keinen Architekten zu Rate zu ziehen, da diesen nicht vertraut werden könne. Heftige Kritik gegen dieses Vorhaben gab es durch den Ecclesiologist. Ein am 7. Januar 1863 erschienener Artikel im Freeman's Journal berichtete über den Fortschritt der Restaurierungen und warf den Kritikern „geschäftliche Missgunst“ vor.

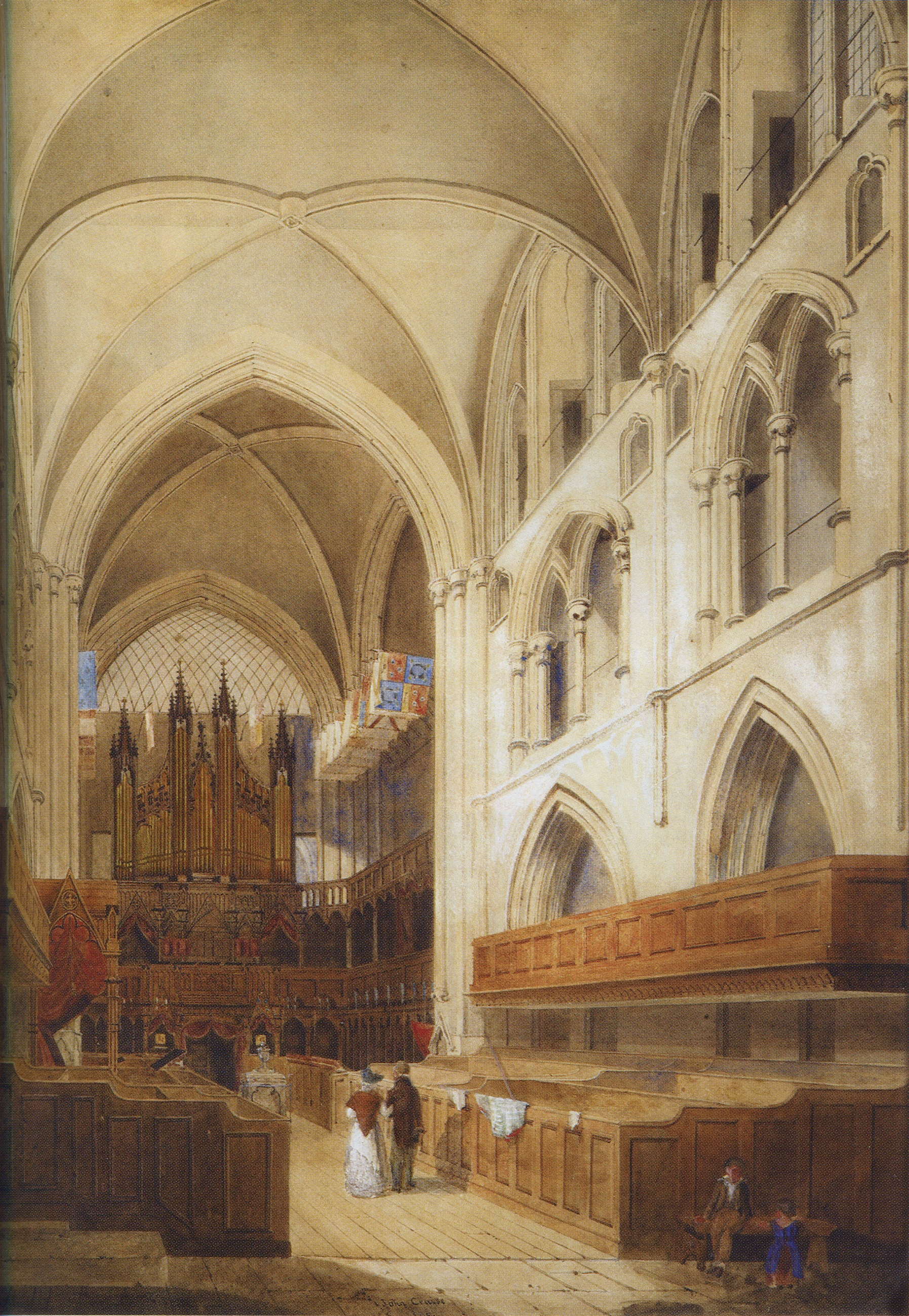
Lettner mit aufgesetzter Orgel in einer um 1820 entstandenen Choransicht von John Cruise. McCarthy bedauerte den Abriss des Lettners, während die Baufirma Murphy and Son darin nur einen Haufen grober Steine zu erkennen vermochte.

An dieser Stelle fühlte sich McCarthy berufen, die Kritik am 15. Januar 1863 im Dublin Builder zu verteidigen. Er verwies darauf, dass die Baugeschichte der Kathedrale komplex sei und daher eine Restaurierung nicht ohne Experten zu bewerkstelligen sei:

“[…] works of the last three centuries have been religiously restored in all their hideous deformity, while original and perfect works of the earlier and better period have been ruthlessly destroyed to make way for unauthorised and unnecessary features.”

„Werke der letzten drei Jahrhunderte wurden gewissenhaft restauriert in all ihrer abscheulichen Missgestalt, während originale und vollendete Werke aus der früheren und besseren Zeit rücksichtslos zerstört wurden, um Platz zu schaffen für eigenmächtige und überflüssige Konstruktionen.“

Im Einzelnen wurde von McCarthy insbesondere das Vorhaben kritisiert, den mittelalterlichen Lettner abzureißen und das Kreuzgewölbe des Kirchenschiffs aus statischen Gründen in Stuck auf Putzträger auszuführen, obwohl das Problem der Steinwölbung für einen Architekten der Ecclesiological School lösbar gewesen wäre. Ferner lobte McCarthy die alten Pläne von Carpenter und plädierte insbesondere für den Erhalt der Lady Chapel, deren Abriss im Zuge der Restaurierung geplant war. Am 23. Januar folgte eine Replik im Freeman’s Journal, die in einer Restaurierung nur die getreue Wiederherstellung eines früheren Zustands sah und die deswegen die eklektizistische Auswahl ablehnte. Bei der Kritik bezüglich des Kreuzgewölbes im Kirchenschiff wurden McCarthy die Pläne Carpenters entgegengehalten, die zwar in Verwendung von Ziegeln vorsahen, aber in der geplanten Ausführung nach der Auffassung McCarthys in ihrer Statik problematisch wären. Hier zeigte sich die Schwäche in McCarthys Argumentation, die einerseits Carpenters Pläne hervorhob, jedoch gleichzeitig die Fortschritte in den Kenntnissen mittelalterlicher Kirchenarchitektur nicht leugnen konnte. Es bleibt auch offen, ob irgendeine im 19. Jahrhundert ausgeführte Restaurierung aus späterer Sicht befriedigend hätte sein können, auch wenn beispielsweise O’Neill eher mit den Ansichten McCarthys sympathisiert. Dennoch blieb die Kritik von McCarthy nicht ohne Wirkung. Selbst wenn McCarthy den Lettner nicht retten konnte, so wird doch angenommen, dass Carpenters Lady’s Chapel nur durch seine Intervention gerettet wurde.
Da McCarthy die Restaurierer in die Nähe von Vandalen gerückt und die ausgeführten Arbeiten als „leblos, grobschlächtig und plump“ charakterisiert hatte, konnten weitere erbitterte Repliken nicht ausbleiben. Dazu gehörte der Leserbrief von Timothy Murphy, dem Senior der Firma Murphy and Son, die die Bauleitung der Restaurierungsarbeiten hatte. Nachdem er kurzerhand abstritt, dass es sich um einen Lettner handelte und darin nur einen Haufen grober Steine zu erkennen vermochte, der zusammen mit der Orgel die Sicht versperrte, wurde umfänglich die Architektur McCarthys kritisiert. So wurde in polemischer Weise gefragt, ob die Autorität von McCarthy in seinen Bauten begründet liege, um dann eine Reihe seiner Bauten abfällig zu beurteilen. Dies traf auch die Kathedrale von Armagh, bei der kritisiert wurde, dass die von Thomas J. Duff im Perpendicular-Stil geplante Kathedrale von McCarthy im mittleren Stil der englischen Gotik vollendet wurde:

“Or rather shall we find [the authority] in the new Cathedral of Armagh, designed and almost erected by poor Duff, but since consigned to other hands, which have contrived in its completion with mournful success, to totally invert the order of architectural chronology, placing in juxta position the most jarring and incongruous features, and with a ruthless “eclecticism” for ever obliterating all graces of the harmony and fitness imparted to the original design by its unfortunate author?”

„Oder finden wir [die Autorität] in der neuen Kathedrale von Armagh, entworfen und beinahe errichtet durch den armen Duff, die aber später anderen Händen anvertraut wurde, die ihre Vollendung mit traurigem Erfolg arrangierten, um die Ordnung der architektonischen Chronologie völlig umzudrehen, die denkbar misstönendsten und ungereimtesten Elemente zusammenwürfelnd und mit einem rücksichtslosen „Eklektizismus“ jegliche Anmut der Harmonie und Eignung auslöschend, die dem ursprünglichen Entwurf ihres unglücklichen Autors zu eigen war?“

### Späte Jahre

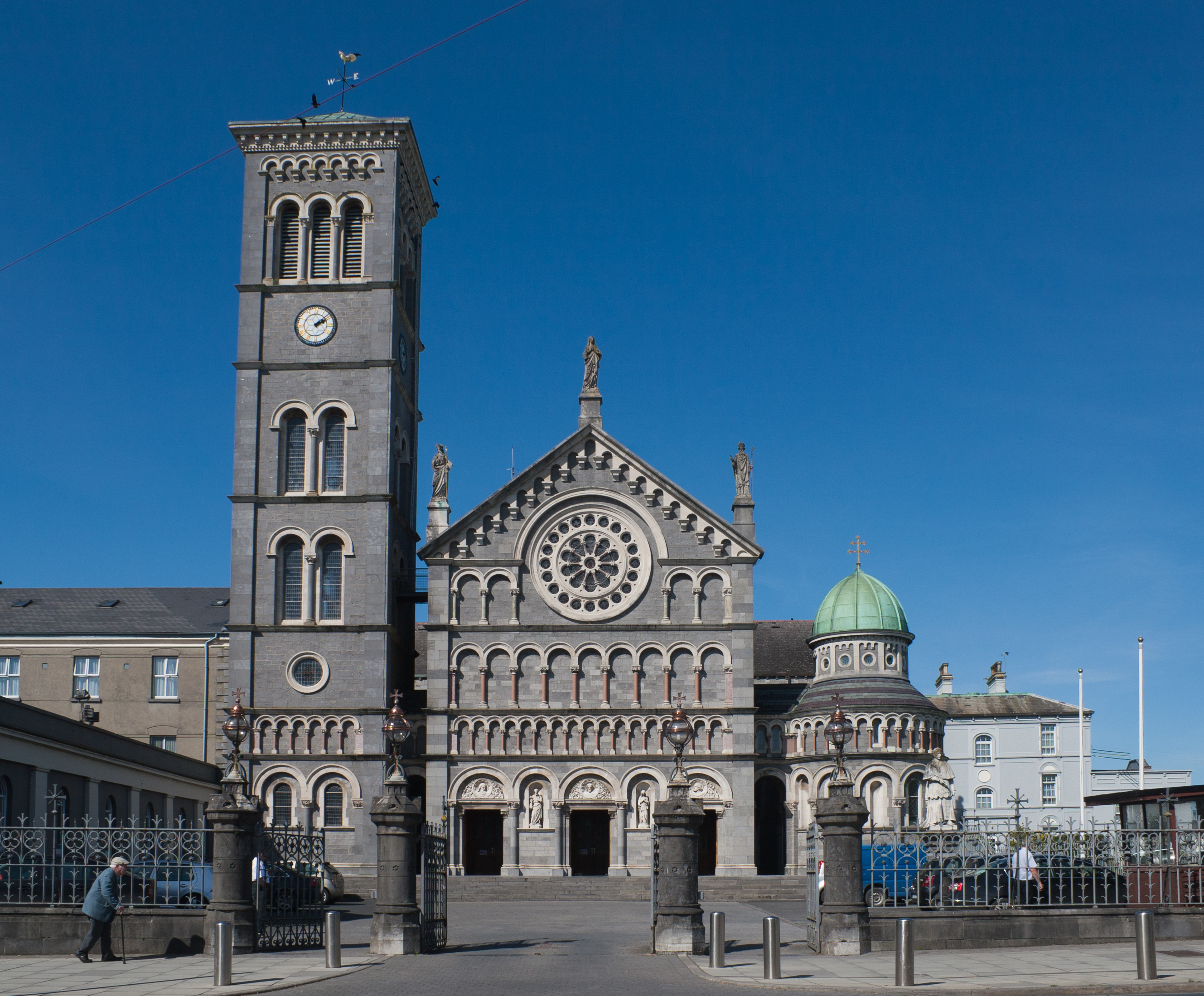
Die 1865 in Thurles im romanisch-lombardischen Stil errichtete Kathedrale war das letzte große Projekt McCarthys

In seinem letzten Lebensabschnitt sicherten seine Beziehungen viele Folgeaufträge. Die wertvollste Verbindung bestand zu David Moriarty, dem Vizepräsident der von McCarthy gegründeten Irish Ecclesiological Society. Als Moriarty 1856 als Bischof von Kerry eingesetzt wurde, gab es in den 1860er-Jahren nicht wenige Aufträge in seiner Diözese, zu denen u. a. die Kirchen in Tralee, Lixnaw und Killorglin gehörten. Auch in der nachbarlichen Limericker Diözese kamen Kirchen hinzu, zu denen insbesondere die von Kilmallock gehört. Ein weiterer wichtiger Förderer und Mitglied der Irish Ecclesiological Society war der Bischof von Clogher, Charles MacNally. Er vergab den Auftrag für die Kathedrale in Monaghan an McCarthy, deren Grundstein 1861 gelegt wurde. Sie wurde im Stil der französischen Gotik des 14. Jahrhunderts errichtet und gilt als sein bedeutendstes Werk. Über den ehemaligen Vizepräsidenten der Katholischen Universität, Patrick Leahy, der 1857 Erzbischof des Erzbistums Cashel und Emly in Thurles wurde, kam McCarthy an seinen letzten Großauftrag zur Errichtung der Mariä-Himmelfahrt-Kathedrale. Ähnlich wie Paul Cullen bevorzugte auch Patrick Leahy den italienisch geprägten Klassizismus. McCarthy konnte sich aber zumindest mit seiner Präferenz des Mittelalters durchsetzen und wählte als Vorbild den Dom zu Pisa im romanisch-lombardischen Stil und fügte Elemente aus der irischen Romanik hinzu.
McCarthys Produktivität ging dann aber ab etwa 1865 stark zurück. Das lag an der zunehmenden Konkurrenz durch andere erfolgreiche Architekten der Neugotik, zu denen insbesondere E. W. Pugin, der Sohn von A. W. N. Pugin, und sein irischer Partner und Schwager George Ashlin zählten, die u. a. den Architekturwettbewerb für die Kathedrale von Cobh gewannen. Zu den weiteren Konkurrenten gehörte der englische Architekt George Goldie, der auch ein irisches Büro unterhielt, und der irische Architekt William Hague, bei dem es sich wahrscheinlich um einen Schüler McCarthys handelt. Erschwerend kam hinzu, dass McCarthys Gesundheit sich zunehmend verschlechterte, so dass er zunehmend seine letzten Projekte der Leitung seines Sohnes Charles McCarthy überließ.

### Tod und Nachrufe
McCarthy starb in seinem Haus in Dublin im Alter von 65 Jahren. Er wurde auf dem Friedhof Glasnevin beigesetzt, unweit der Kapelle, die er 1878 selbst entworfen hatte.
Die Nachrufe in der englischen Zeitschrift The Builder und dem irischen Pendant The Irish Builder würdigten seinen Erfolg und seinen architektonischen Einfluss, äußerten sich jedoch sehr zurückhaltend und kühl. Neben der Auseinandersetzung um die Sankt-Patrick-Kathedrale spielte wohl eine Rolle, dass die Architektur McCarthys nicht mehr dem Zeitgeschmack entsprach, selbst wenn er noch von einigen katholischen Priestern bevorzugt wurde. So war der Irish Builder sehr bemüht, seine Bedeutung zu begrenzen:

“We would scarcely be justified in saying that Mr. McCarthy was a great ecclesiastical architect, but he was a respectable, and, to some extent, a successful one.”

„Es wäre kaum angemessen zu behaupten, dass Herr McCarthy ein großer Kirchenarchitekt sei, aber er war angesehener und bis zu einem gewissen Grad auch ein erfolgreicher.“

Noch härter fiel jedoch das Urteil im The Builder aus:

“There are no doubt several of the deceased architect's admirers prone to look upon their countryman as the restorer of Gothic architecture in Ireland; but the facts of history are too strong to justify such a claim. The credit of being the father of the Gothic revival, so far as Ireland is concerned, truly belongs to Francis Johnston […]”

„Ohne Zweifel neigen einige Anhänger des verstorbenen Architekten dazu, ihren Landsmann als den Wiederhersteller der gotischen Architektur in Irland zu betrachten; aber die geschichtlichen Fakten sind zu überzeugend, um so einen Anspruch zu rechtfertigen. Das Verdienst, der Vater der Neugotik zu sein, soweit es Irland betrifft, gehört in Wirklichkeit Francis Johnston.“

Mit Francis Johnston (1760–1829) wird in dem Nachruf auf einen der frühen Architekten der Neugotik Bezug genommen, der jedoch einer früheren Generation angehörte und somit an der historisierenden Entwicklung der neugotischen Architektur nicht teilgenommen hatte.

## Architektur
Mit wenigen Ausnahmen hat McCarthy ausschließlich Kirchen und kirchliche Gebäude entworfen und war hierin außerordentlich erfolgreich. Der Beginn seines Schaffens fiel in eine Zeit, in der Irland vor der großen Hungersnot über acht Millionen Einwohner hatte, darunter etwa 6,5 Millionen Katholiken, die überwiegend in bitterer Armut lebten. Durch die 1829 gesetzlich abgesicherte Emanzipation der Katholiken kam es zum Bau zahlreicher katholischer Kirchen. Der führende Architekt war zunächst Patrick Byrne, der den klassizistischen Stil favorisierte. Ebenso, wenngleich im geringeren Umfang, war auch der Perpendicular-Stil vertreten, beginnend mit der um 1820 von Thomas Cobden entworfenen Kathedrale von Carlow.
McCarthy lehnte wie Pugin den klassizistischen Stil als für Kirchen ungeeignet ab. In seiner Schrift Suggestions on the Arrangement and Characteristics of Parish Churches kritisiert er dessen Anhänger:

“Each designer follows his own caprice; one borrows decorations from Pagan antiquities, which have no reference to, and by no means illustrate the character or teaching of the Christian religion, but are rather in direct contradiction to both; another draws from the common domestic or profane buildings of the day.”

„Jeder Gestalter folgt seinen eigenen Launen; der eine bedient sich der Ausschmückungen heidnischer Altertümer, die keinen Bezug zur christlichen Religion haben und auch in keiner Weise ihr Wesen oder ihre Lehren aufzeigen, sondern eher in direktem Widerspruch zu beiden stehen; ein anderer zieht die zur Zeit üblichen häuslichen oder weltlichen Gebäude heran.“

Diese Auffassung wurde jedoch von weiten Kreisen des katholischen Klerus in Irland zunächst nicht geteilt. Da viele von ihnen auf dem europäischen Kontinent ausgebildet worden sind, war ihnen die klassizistische Architektur sehr viel vertrauter. Auch wurde die neugotische Architektur zunächst eher mit der anglikanischen Kirche assoziiert. Erst durch den massiven Einfluss von Pugin und in Irland durch McCarthy über die Irish Ecclesiological Society sollte sich dies langsam ändern und keinesfalls alle überzeugen.
McCarthy sah in der Gotik das Ideal für die Kirchenarchitektur. Hier orientierte er sich an der vereinfachten englischen Unterteilung in die drei Stilvarianten Early Pointed, Decorated und Perpendicular. Den Höhepunkt des Stils sah er in Decorated, den Early Pointed betrachtete er als geeignet für einfache Gemeindekirchen auf dem Land und den spätmittelalterlichen Stil Perpendicular als weniger vollkommen. So schreibt er in einem Aufsatz von 1847 zum Übergang von Decorated zu Perpendicular:

“It was fated merely to touch upon perfection, and then, as if withered by some untimely blight, to rapidly decline to the third era, when the enthusiasm for the revival of the Pagan arts and literature, joined with the influence of the Reformation's devastating principles, caused its total neglect, but fortunately, not its destruction.”

„[Der Gotik] war nur ein Antasten der Vollkommenheit bestimmt und dann, als ob sie durch einen Pesthauch zur Unzeit verdorrt wäre, verfiel sie rasch beim Übergang in die dritte Phase, als die Begeisterung für die Wiederbelebung heidnischer Künste und Literatur in Verbindung mit den verheerenden Prinzipien der Reformation ihre völlige Vernachlässigung verursachte, jedoch glücklicherweise nicht ihre Zerstörung.“

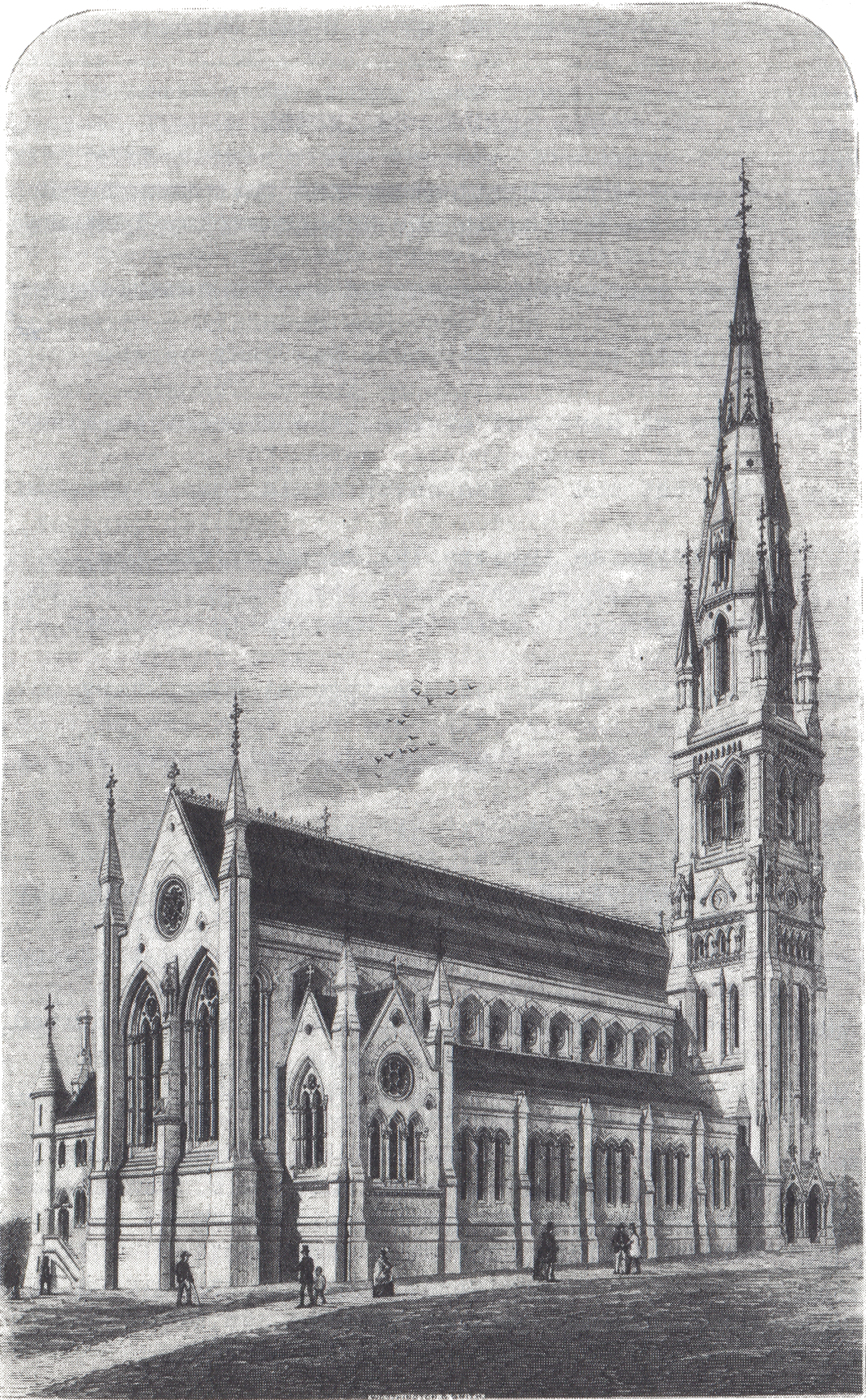
Entwurfszeichnung von McCarthy für die Sankt-Patrick-Kirche in Dungannon im Stil der französischen Gotik des 13. Jahrhunderts mit für McCarthy sehr typischen Stilelementen

McCarthy verwendete die Stilvariante Decorated bevorzugt, wobei er gerne auf Vorbilder der französischen Gotik zurückgriff. Neben vielen Gemeindekirchen wurden insbesondere seine Kathedralen in Armagh, Derry und Monaghan in diesem Stil gebaut. Diese Kathedralen sind jeweils auf erhöhten Stellen errichtet und ihre Architektur gibt ihnen eine Dominanz über die Umgebung, die noch weiter betont wird durch diagonal angeordnete Strebepfeiler an den Ecken, die durch Türmchen oder Fialen abgeschlossen werden, durch das Setzen getreppter Strebepfeiler zur äußerlichen Trennung der Joche und die Verwendung nur grob behauener Steine für die Wände.
Dabei ließ McCarthy jedoch nur die Verwendung von Bauelementen zu, die einem Zweck dienten. Diese durften dann auch gerne dekoriert werden, aber ganze Bauelemente nur zur Dekoration lehnte er ab:

“As there should be no feature about a Church that has not a purpose or a meaning, buttresses should be only used where they are necessary for the strengthening of the building, and then they should be sufficient for their purpose, and treated boldly. It is one of the faults of modern Gothic work, to introduce buttresses merely as ornamental features. The use of buttresses is to resist pressure; and if decoration can be afforded, they may be rendered very ornamental, thus uniting utility with beauty.”

„Genauso wie eine Kirche kein Bauelement ohne Funktion oder Bedeutung haben sollte, sollten Strebepfeiler nur dann verwendet werden, wenn sie für die Statik des Gebäudes erforderlich sind, und dann sollten sie ihrem Zweck genügen und kraftvoll ausgeführt werden. Es gehört zu den Mängeln moderner gotischer Arbeiten, Strebepfeiler nur als schmückende Bauelemente einzusetzen. Strebepfeiler dienen dazu, Druck zu widerstehen; und, wenn eine Ausschmückung erschwinglich ist, dann können sie sehr verziert ausgeführt werden und so Funktion mit Schönheit vereinen.“

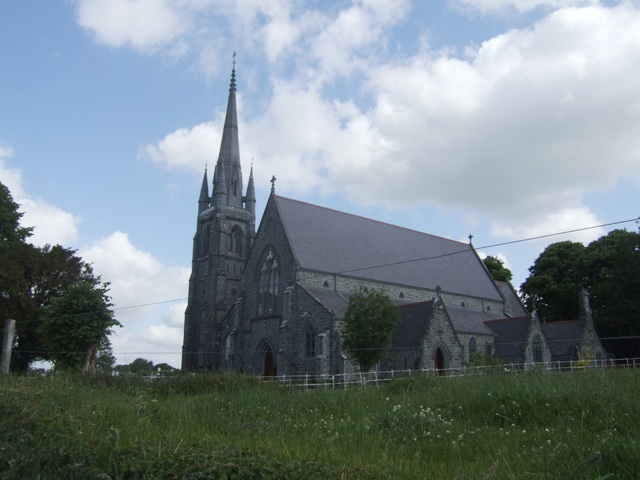
Die Pfarrkirche in Kilskyre gilt als eine seiner gelungensten Pfarrkirchen auf dem Lande. Der Turm entspricht jedoch nicht McCarthys Entwurf.

Neben seinen Stadtkirchen werden aber auch einige seiner Kirchen im ländlichen Raum sehr geschätzt. Als besonders gelungen gilt eines seiner frühesten Werke, die Pfarrkirche in Kilskyre. McCarthy setzte hierfür wiederum den Decorated-Stil ein, aber in Anpassung an die umgebende Landschaft mit sehr großer Zurückhaltung. Zu den typischen Merkmalen seiner Kirchen gehört die klare Trennung zwischen Langhaus und Chor. Außen ist diese bei McCarthys kleineren Kirchen zu erkennen an den nach innen versetzten Wänden und der kleineren Firsthöhe. Innen wird die Trennung durch einen Chorbogen und mehrere Stufen sichtbar gemacht. Um die Trennung noch deutlicher zu machen und das versehentliche Betreten des Chors durch die Laien zu vermeiden, zog er es vor, den Chor entweder durch eine Kommunionbank oder noch besser durch einen Lettner ab zu trennen. Letzteres konnte er aber nur selten verwirklichen und dort, wo er tatsächlich einen Lettner bauen durfte, wurde dieser in Bezug auf die Reformen des Zweiten Vatikanischen Konzils wieder entfernt wie etwa im Falle der Kathedrale in Armagh.

## Veröffentlichungen
- Dreiteiliger Artikel Ecclesiastical Architecture in den Ausgaben für März, April und Mai 1847 des Duffy’s Irish Catholic Magazine
- Suggestions on the Arrangement and Characteristics of Parish Churches, 1851